# José Alves da Silveira Barbosa

Armas dos barões de Santa Justa.

José Alves da Silveira Barbosa, terceiro barão de Santa Justa (Sacra Família do Tinguá, 18 de junho de 1832 – Rio de Janeiro, 3 de novembro de 1896), foi um fazendeiro brasileiro.
Filho de Jacinto Alves Barbosa, primeiro barão de Santa Justa, e de Tomásia Maria de Jesus; foi irmão de Francisco Alves Barbosa, segundo barão de Santa Justa. Casou-se com sua prima Leopoldina Maria Barbosa Salgado.
Elevado a barão por decreto de 10 de abril de 1886, fazendo menção à propriedade da família em Rio das Flores.